# Quarta Emenda à Constituição dos Estados Unidos
A Quarta Emenda à Constituição dos Estados Unidos (em inglês: Fourth Amendment to the United States Constitution) é uma das emendas feitas na Carta dos Direitos e refere-se à proteção contra buscas e apreensões arbitrárias e foi instituída como resposta aos abusos do controverso "writ of assistance", um tipo de mandado geral de busca emitido pelo governo colonial britânico e que foi uma importante fonte de tensão na América pré-revolucionária. A emenda proíbe a busca e apreensão sem que haja motivo razoável e mandado judicial baseado em causa provável.

## Visão geral
De acordo com a "Quarta Emenda", busca e apreensão (incluindo prisão) devem ser de alcance limitado, baseando-se em informações específicas transmitidas ao tribunal emissor, geralmente por um agente da justiça.
A jurisprudência acerca da "Quarta Emenda" refere-se a três questões centrais: que atividades governamentais constituem "busca" e "apreensão", o que constitui a causa provável para essas ações, e como as violações da "Quarta Emenda" devem ser encaminhadas; assim sendo, agentes da lei devem, sempre que possível, obter aprovação judicial antecipada para buscas e apreensões por meio de um procedimento de mandado. As exceções às buscas com base em mandados deveriam ser contidas de perto pela justificativa que embase uma necessidade da exceção. Durante a década de 1970, as cortes começaram a se dividir nas decisões sobre as exceções em relação à "Quarta Emenda", e na década de 1990, começou a prevalecer o padrão de "garantias com exceções limitadas" sobre uma abordagem de "razoabilidade".
A emenda se aplica segundo a regra de exclusão - ou seja, uma prova obtida mediante violação à Quarta Emenda é inadmissível em julgamentos criminais. Evidências descobertas como resultado de uma busca ilegal também podem ser consideradas como "frutos da árvore venenosa", ou seja, se a fonte da prova (a  "árvore") se corrompe, então qualquer coisa que venha dela (o "fruto") também estará corrompido.

## Texto da Quarta Emenda
A Quarta Emenda estabelece textualmente:
| “ | O direito das pessoas de estarem seguras em suas pessoas, casas, papéis e pertences, contra buscas e apreensões não razoáveis, não deve ser violado e nenhum mandado deve ser emitido, mas por causa provável, apoiado por juramento ou afirmação, e particularmente descrevendo o local a ser revistado e as pessoas ou coisas a serem apreendidas. | ” |